# Anthony Barrett
Anthony Gerard Martin Barrett FRS é um químico britânico, e Sir Derek Barton Professor of Synthesis, Glaxo Professor of Organic Chemistry do Imperial College London. É diretor do Wolfson Centre for Organic Chemistry in Medical Science.
Foi eleito membro da Royal Society em 1999.
Obteve um BSc em 1973 e um PhD em 1975 no Imperial College London.

## Carreira
- 1975-82 - Lecturer, Departamento de Química, Imperial College, Londres, Inglaterra.
- 1982-83 - Senior Lecturer, Departamento de Química, Imperial College, Londres, Inglaterra.
- 1983-90 - Full Professor, Departamento de Química, Universidade Northwestern, Evanston, IL, Estados Unidos.
- 1990-93 - Full Professor, Departamento de Química, Universidade do Estado do Colorado, Fort Collins, CO, Estados Unidos.
- 1993- Glaxo Professor of Chemistry and Director of the Wolfson Centre for Organic Chemistry in Medical Science.
- 1999- Sir Derek Barton Professor of Synthesis, Imperial College, Londres, Inglaterra.
- 2000-10 - Director of Science, Argenta Discovery Ltd, Harlow, Inglaterra.
- 2009 - Presidente, Medicinal and Bioorganic Chemistry Foundation, Lawrence, Kansas.

## Honorarias e prêmios
- 1980 - Medalha e Prêmio Meldola[3]
- 1994 - Tilden Award and Lectureship[4]
- 2004 - Pedler Award and Lectureship[5]
- 2005 - Simonsen Lectureship[6]
- 2010 - Prêmio Charles Rees[7]